# Філатов Олексій Валерійович
Олексій Валерійович Філатов (нар. 25 листопада 1976, Київ) — український адвокат, спеціаліст в галузі судової практики.
Заступник Глави Адміністрації Президента України (з 22 липня 2014 по 11 травня 2019).

## Освіта

Петро Бойко та Олексій Філатов

1993 року вступив до Інституту міжнародних відносин Київського національного університету ім. Т. Г. Шевченка, де навчався на відділенні «Міжнародне право».
1998 року здобув кваліфікацію магістра міжнародного права та референта-перекладача з іспанської мови. Того ж року отримав свідоцтво на право зайняття адвокатською діяльністю.

## Кар'єра
У 1998–2001 роках обіймав посаду асистента на кафедрі міжнародного права Інституту міжнародних відносин Київського національного університету ім. Т. Г. Шевченка.
Паралельно займався приватною адвокатською практикою у сфері корпоративного та конкурентного права, інтелектуальної власності і вирішення спорів, надавав юридичні консультації підприємствам.
У 2003 почав діяльність в адвокатському об'єднанні "Юридична фірма «Василь Кісіль і Партнери», де у 2007 очолив практику вирішення спорів.

## Спеціалізація
Займається справами у сфері судової практики та міжнародного арбітражу, зокрема спеціалізується на комерційних, корпоративних та інвестиційних спорах. Неодноразово залучався як радник та експерт з питань українського права до справ, що розглядалися іноземними судами та міжнародним арбітражем.
Також здійснює практику у сфері інтелектуальної власності, корпоративного права, злиття і поглинання, оподаткування, має досвід з вирішення спорів у банківський галузі.

## Досягнення
2009 року отримав Юридичну премію року в номінації «Найкращий юрист з інтелектуальної власності».
Визнаний найкращим юристом на ринку за версією Chambers Global 2008—2014 та Chambers Europe 2010—2014, а також найкращим українським адвокатом у сферах судової практики, арбітражу та медіації, інтелектуальної власності, корпоративного права за результатами незалежного дослідження Best Lawyers 2009—2014.
Рекомендований міжнародними довідниками Legal 500 2009—2014, Legal Experts Europe та Middle East & Africa 2013 як провідний юрист у практиці вирішення спорів та експерт з інтелектуальної власності й оподаткування.
Очолює рейтинг провідних експертів з вирішення спорів та інтелектуальної власності за версією PLC Which Lawyer 2010—2012.
За оцінкою видання «Юридична газета» увійшов до ТОП-100 найкращих юристів України.
У 2012–2013 став лідером рейтингу найкращих українських експертів у судовій практиці.
У 2010 потрапив до рейтингу «30 найуспішніших адвокатів» за версією видання «Фокус».

## Членство в асоціаціях
Є членом Асоціації юристів України, Лондонського міжнародного арбітражного суду (LCIA), Всесвітньої мережі незалежних юридичних фірм TerraLex, Київської обласної колегії адвокатів, Міжнародної асоціації власників торгових марок (INTA), Міжнародної асоціації з охорони інтелектуальної власності, Української групи (AIPPI), Міжнародної асоціації юристів (IBA), Української асоціації міжнародного права, Українського національного комітету Міжнародної торгової палати (ICC Ukraine).

## Володіння мовами
Володіє українською, російською, англійською та іспанською мовами.

### Декларація
- Е-декларація